# Provincia di Nahouri
La provincia di Nahouri è una delle 45 province del Burkina Faso, situata nella Regione del Centro-Sud. Il capoluogo è Pô.

## Struttura della provincia
La provincia di Nahouri comprende 5 dipartimenti, di cui 1 città e 4 comuni:

### Città
- Pô

### Comuni
- Guiaro
- Tiébélé
- Zecco
- Ziou